# クロボシウミヘビ
クロボシウミヘビ（Hydrophis ornatus）とは、コブラ科ウミヘビ属に分類されるヘビの一種。特定動物。

## 分布
南西諸島、台湾、東アジア海岸からオーストラリア近海、ペルシャ湾にかけて分布

## 形態
全長80-90 cm。唇の周りは白く、頭頂部は青黒い。背面はやや黄色を帯びた白色を下地に、黒い横帯が入る。横帯模様は腹の辺りで細くなり途切れる。尾は鰭のように扁平。腹面は白く、全体的に胴体が太い。腹板は小型。頭部は大型で頸部はくびれる。鼻孔は背面に開く。雄の成体は腹部の鱗に鋭い突起物が隆起する。

## 生態
砂や泥の混ざった海底を好んで住処とする。気性が荒く攻撃的で、ウミヘビの中でも危険な存在だが、個体数は少ない。